# منطقه جنوبی مالاوی
منطقه جنوبی مالاوی (انگلیسی: Southern Region, Malawi) یکی از منطقه‌های کشور مالاوی است.
مساحت این منطقه ۲۶٬۹۳۱ کیلومتر مربع و جمعیت آن در سال ۲۰۰۸ میلادی ۵٬۸۷۶٬۷۸۴ بوده و مرکز آن شهر بلانتایر است.

## بخش‌ها
از ۲۸ بخش مالاوی ۱۳ بخش آن در منطقه جنوبی قرار دارد.
- بالاکا
- بلانتایر
- چیخواوا
- چیرادزولو
- ماچینگا
- مانگوچی
- مولانجه
- موانزا
- ننو
- نسانجه
- پهالومبه
- تیولو
- زومبا